# Salaise-sur-Sanne
Salaise-sur-Sanne – miejscowość i gmina we Francji, w regionie Owernia-Rodan-Alpy, w departamencie Isère.
Według danych na rok 1990 gminę zamieszkiwało 3511 osób, a gęstość zaludnienia wynosiła 218 osób/km² (wśród 2880 gmin regionu Rodan-Alpy Salaise-sur-Sanne plasuje się na 252. miejscu pod względem liczby ludności, natomiast pod względem powierzchni na miejscu 704.).